# Мігулін Петро Петрович
Мігулін Петро Петрович (1870 — 1948) — учений-фінансист, фахівець у галузі історії фінансів і теорії державного кредиту. Доктор фінансового права (1901), професор (1901).

## Біографія
Народився у м. Харків у сім'ї священика. Після закінчення гімназії вступив на юридичний факультет Харківського університету, який закінчив 1893. Протягом 1894–96 перебував у науковому відрядженні за кордоном з метою завершення освіти та вивчення економічного побуту, політичних і фінансових систем Франції, Англії, Швейцарії та Австрії. Із 1897 викладав торгове право на посаді приват-доцента в Харківському ун-ті (нині Харківський національний університет). 1898—1900 займався дослідженням історії російських фінансів. Багатотомна праця «Російський державний кредит (1769—1899)», що була виконана на архівних матеріалах, зокрема, за актами рос. фінансового законодавства, урядовими документами (держ. розписами, фінансовими кошторисами, звітами Міністерства фінансів та ін.) і що стала результатом цієї роботи, принесла вченому світ. визнання. 1900 захистив магістерську дисертацію в Казанському ун-ті, а 1901 — докторську дисертацію в Київ. ун-ті (нині Київський національний університет імені Тараса Шевченка). Від 1901 — професор Харків. ун-ту по кафедрі фінансового права, з 1907 р. — член ради головного управляючого землеустроєм і землеробством; з 1914 — член ради мін-ва фінансів Росії. Протягом 1911–17 обіймав посаду ординарного професора кафедри фінансового права юрид. ф-ту Петерб. ун-ту. 1909–17 був видавцем і редактором ж. «Экономист России» (з 1913 — «Новый экономист»). Публіцистична та видавнича діяльність М. була спрямована на популяризацію ідей централізованого регулювання госп. процесів, залучення іноз. капіталу для розвитку підприємництва та тех. модернізації вітчизн. економіки.
М. у своїх працях відстоював необхідність пріоритету податкових джерел держ. доходів перед урядовими запозиченнями та додатковою емісією. Виступав проти абсолютної ліквідації держ. кредиту й обґрунтовував переваги казенних банків перед приватними, що діяли без будь-якого урядового нагляду й розорювали вкладників. Вважав, що наслідками ліквідації казенних кредитних установ стали штучне пожвавлення торгівлі і частково пром-сті, «втеча» капіталів за кордон, ґрюндерство (від нім. Gründer — засновник; масове гарячкове заснування АТ, банків і страхових компаній) і спекуляції. Разом з тим, учений вказував на необхідність децентралізації банків, розвитку на широких началах комерційного кредиту. Засуджував практику повернення вкладів за рахунок загальнобюджетних ресурсів.
Особливе місце в працях М. посідала проблема забезпечення кредитами розвитку пром-сті. Наголошував на необхідності розробки акціонерного законодавства, торгового права, впорядкування діяльності бірж, реформування кредитно-банківської системи. За умов безконтрольного розподілу казенних коштів держ. кредит, на думку М., сприяв «не підприємництву, а скоріше підприємцям», а відсутність пром. кредиту та недорозвиненість комерційного кредиту гальмували пром. розвиток.
Теор. доробок М. в галузі держ. кредиту, розвитку банк. діяльності та реформування грошового обігу становить вагому частину історії укр. фінансової думки. Окремі положення та ідеї, зокрема щодо урядової політики регулювання обігу цінних паперів, діяльності комерційних банків, використання держ. кредиту для потреб екон. розвитку, залишаються актуальними в сучасних умовах.